# Organopoda
Organopoda là một chi bướm đêm thuộc họ Geometridae.